# Strada statale 339 di Cengio
La ex strada statale 339 di Cengio (SS 339), ora strada provinciale 439 di Valle Bormida (SP 439) in Piemonte e strada provinciale 339 di Cengio (SP 339) in Liguria, è una strada provinciale italiana che mette in collegamento la provincia di Cuneo, con le località costiere liguri.

## Percorso
Ha inizio nel comune di Cortemilia, dalla ex strada statale 29 del Colle di Cadibona, e percorre l'alta Val Bormida; su un tracciato tipicamente montano e curvilineo attraversa Torre Bormida, Gorzegno, Monesiglio, Gabutti e Saliceto. Entra quindi in Liguria e, dopo essere entrata in Cengio, arriva a Millesimo dove si innesta nella ex strada statale 28 bis del Colle di Nava.
In seguito al decreto legislativo n. 112 del 1998, dal 2001 la gestione del tratto piemontese è passata dall'ANAS alla Regione Piemonte che ha provveduto al trasferimento dell'infrastruttura al demanio della Provincia di Cuneo; la gestione del tratto ligure è passata dall'ANAS alla Regione Liguria che ha provveduto al trasferimento dell'infrastruttura al demanio della Provincia di Savona.